# Neckar
A Neckar (Nicarus, Nicerus) a Rajna 397 km hosszú jobb oldali mellékfolyója. Württemberg badeni határa közelében, Schwenningentől 1 kilométernyire ered a Fekete-erdőben, a Schwenninger Moos nevű tóban, Schwenningen és Bad Dürrheim között. Kanyargós folyásban Gundelsheim alatt lép badeni területre. Eberbach és Heidelberg közt mély, néhol romantikus völgyben töri át az Odenwaldot, végül Mannheimnál torkollik a Rajnába. Mannheim és Heilbronn közt lánchajózás van. Vízgyűjtő területe 12 416 km². Környékén jó borok teremnek.

## A név eredete
A „Neckar” név egy kelta szóból származik, amely vad vizet jelent. A folyó neve volt már Nikros, Nicarus, Neccarus, majd kialakult a mai Neckar.

## Mellékfolyói
Jobbról a Fils, Rems, Murr, a Kocher és Jagst, balról az Enz és Elsenz.

## Települések a folyó mentén
- Villingen-Schwenningen
- Rottweil
- Oberndorf am Neckar
- Sulz am Neckar
- Horb am Neckar
- Rottenburg am Neckar
- Tübingen
- Nürtingen
- Plochingen
- Esslingen am Neckar
- Stuttgart
- Remseck am Neckar
- Marbach
- Freiberg am Neckar
- Besigheim
- Lauffen am Neckar
- Nordheim
- Heilbronn
- Bad Friedrichshall
- Bad Wimpfen
- Gundelsheim
- Eberbach
- Neckargemünd
- Heidelberg
- Ladenburg
- Mannheim

## Várak és kastélyok
Mannheim és Heilbronn között egy 100 km-es „várutca” van. Itt több várat és kastélyt is láthatunk.

## Hajóforgalom
A folyó egy szövetségi víziút. Stuttgart és Heidelberg között zajlik a személyszállítás nagyobb része. 
A folyó kikötői Stuttgartban, Cannstattban és Heilbronnban vannak.